# Джонстон, Альберт Сидни
Альберт Сидни Джонстон (англ. Albert Sidney Johnston; 2 февраля 1803, Вашингтон, Кентукки — 6 апреля 1862, округ Хардин, Теннесси) — американский военный деятель, служил в армиях США, Техасской республики и армии Конфедеративных штатов. Считался одним из выдающихся генералов юга, наряду с Робертом Ли, Пьером Борегаром и Джозефом Джонстоном. Узнав о гибели Джонстона, президент Джефферсон Дэвис сказал: «Потеря этого человека стала поворотной точкой в нашей судьбе».

## Биография

### Ранняя жизнь и образование
Джонстон родился в Вашингтоне, Кентукки , младший сын доктора Джона и Эбигейл (Харрис) Джонстон. Хотя Альберт Джонстон родился в Кентукки, большую часть своей жизни он прожил в Техасе, который считал своим домом. Получил образование в Трансильванском университете в Лексингтоне, штат Кентукки, где познакомился с будущим президентом Конфедеративных Штатов Америки Джефферсоном Дэвисом. Позднее оба обучались в Вест-Пойнте. В 1826 окончил академию в качестве младшего лейтенанта 2-го пехотного полка США.
Джонстон был назначен на должности в Нью-Йорке и Миссури и участвовал в войне Черного Ястреба в 1832 году.

### Брак и семья
В 1829 году он женился на Генриетте Престон, сестре политика из Кентукки и будущего генерала Гражданской войны Уильяма Престона. У них был один сын, Уильям Престон Джонстон, который стал полковником в армии Конфедеративных Штатов. Старший Джонстон ушел в отставку в 1834 году, чтобы заботиться о своей умирающей жене в Кентукки, которая умерла два года спустя от туберкулеза.
В период с 1838 по 1840 год был военным министром Республики Техас. В 1840 году ушел в отставку и вернулся в Кентукки. В 1843 году он женился на Элизе Гриффин, двоюродной сестре его покойной жены. Пара решила переехать в Техас, где они поселились на большой плантации в округе Бразория. Здесь они воспитали двух детей Джонстона от первого брака и трех детей, родившихся у него и Элизы. Шестой ребенок родился позже, когда семья жила в Лос-Анджелесе.

### Техасская армия
После переезда в Техас в 1836 году он записался в качестве рядового в техасскую армию во время Войны за независимость Техаса. Он был назначен генерал-адъютантом в армии Техасской Республики 5 августа 1836 года. 31 января 1837 года он стал старшим бригадным генералом в командовании армией Техаса.
5 февраля 1837 года он дрался на дуэли с техасским бригадным генералом Феликсом Хьюстоном, который был разгневан и оскорблен повышением Джонстона. Джонстон был тяжело ранен пулей в бедро, что потребовало от него оставить свой пост на время выздоровления.
22 декабря 1838 года, Мирабо Ламар, второй президент Республика Техас, назначил Джонстона военным министром. Он обеспечил оборону границы Техаса от мексиканского вторжения, а в 1839 году провел кампанию против индейцев в северном Техасе. В феврале 1840 года он ушел в отставку и вернулся в Кентукки.

### Армия Соединённых Штатов
Джонстон вернулся в Техас во время Американо-Мексиканской войны 1846-1848 годов. Служил под командованием  генерала Закари Тейлора в качестве полковника добровольцев 1-й Техасской стрелковой дивизии. Был отмечен за храбрость во время битвы при Монтеррее. После принятия Техаса в Соединенные Штаты Джонстон был вновь назначен майором армии США и служил казначеем. Позже он был произведен в полковники 2-й кавалерийской армии США. Его подполковником был Роберт Эдвард Ли, а его майоры Уильям Джозеф Харди и Джордж Генри Томас. Среди других подчиненных в этом подразделении были Эрл Ван Дорн, Эдмунд Кирби Смит, Натан Эванс, Иннис Палмер, Джордж Стоунмен, Джон Белл Худ и Чарльз Уильям Филд, все будущие генералы Гражданской войны. Позже он руководил операциями против команчей на границе с Техасом.
В 1856 году Джонстон возглавил войска США, противостоящие Бригаму Янгу и его последователям-мормонам, которые вступили в конфликт с Соединенными Штатами из-за управления территорией Юта. В результате интервенции, известной как война в Юте (1857-58), удалось избежать большого кровопролития и сместить Янга с поста губернатора территории. Джонстон был произведен в бригадные генералы в 1857 году, а в декабре 1860 года он был переведен в Калифорнию, где он командовал Департаментом Тихого океана.

### Гражданская война в США
Джонстон уволился из армии США в мае 1861 года после того как Техас, в котором он прожил столько времени, объявил о независимости и вскоре присоединился к Конфедеративным Штатам Америки. Как бывший генерал армии США, 58-летний Джонстон считался одним из самых старших и опытных офицеров Юга. Он пользовался большим уважением президента Конфедерации Джефферсона Дэвиса. Он стал одним из восьми офицеров Конфедерации, получивших звание генерала армии КША.
10 сентября 1861 года Джонстону было поручено командовать огромной территорией Конфедерации к западу от Аллеганских гор, за исключением прибрежных районов. Он стал командующим армиями Конфедерации на Западном фронте Гражданской войны в США.
Многие его современники считали Джонстона лучшим солдатом по обе стороны конфликта, но его раннее выступление в гражданской войне вызвала некоторую критику. Хотя поначалу ему удалось собрать армию и выставить её против гораздо более крупных сил Союза, тонкая оборонительная линия Джонстона в Кентукки вскоре была прорвана в феврале 1862 года. После захвата союзным генералом Улиссом Грантом форта Генри и форта Донельсон—двух жизненно важных опорных пунктов Конфедерации на Теннесси, Джонстон был вынужден фактически оставить Кентукки и Теннесси и отступить в Глубь Юга.

### Сражение при Шайло и смерть
После захвата союзным генералом Улиссом Грантом форта Генри и форта Донельсон Джонстон отвёл свою армию в северную Миссисипи и Алабаму для реорганизации. Джонстон создал свою базу в Коринфе, штат Миссисипи, где находился крупный ж/д узел, связывающий реку Миссисипи с атлантическим побережьем. Однако южная часть Теннесси осталась незащищённой от федеральных войск, что позволяло им двигаться дальше на юг по реке Теннесси.
К началу апреля Теннессийская армия Гранта стояла лагерем у Питтсбергской пристани (за исключением одной дивизии) и ждала Огайскую армию Бьюэлла (~18 тыс. человек), занимаясь обучением молодых солдат. Грант не стал возводить укрепления, ограничившись пикетами. Он не верил, что армия Джонстона представляет для него какую-то опасность. Между тем Джонстон сконцентрировал 55-тысячную армию Миссисипи у Коринфа, в 20 милях (32 км) к юго-западу от Питтсбергской пристани. В отличие от федеральных солдат Гранта, успевших повоевать у форта Донелсон, конфедераты Джонстона имели очень мало боевого опыта. Армия была вооружена в основном старыми кремнёвыми ружьями, охотничьими ружьями, дробовиками и чуть ли не пиками. Только несколько полков имели нарезные винтовки Энфилда. Наиболее подготовленным на тот момент был корпус генерал-майора Брэкстона Брэгга.
Джонстон решил напасть на Гранта до подхода армии Бьюэлла, и 3 апреля армия выступила в поход. Атака была назначена на утро 4 апреля, но из-за дождей и плохого состояния дорог наступление задержалось на 2 суток.
6 апреля рано утром армия Джонстона была развернута в боевой порядок на коринфской дороге. План Джонстона предполагал атаку тремя корпусами общим фронтом (и один корпус в резерве), с главным ударом на правом фланге, чтобы отрезать федералов от реки Теннесси. Однако с началом боя Джонстон отправился непосредственно к действующим частям, передав управление Борегару, который считал, что нужно атаковать эшелонированно, в 3 волны. Сражение сначала пошло по плану Борегара: первым атаковал корпус Харди, за ним — корпус Брэгга. Однако с ходом боя подразделения стали смешиваться, и их стало трудно контролировать. Около 7:30 Борегар отправил в бой еще два корпуса — Леонидаса Полка на левом фланге и Джона Брекинриджа — на правом. В итоге корпуса наступали, построившись в линию, без резервов. Атака становилась все более и более неорганизованной.
Около 13:00 Сидни Джонстон понял, что армия становится неуправляемой, и лично возглавил атаку на левый фланг противника — бригаду Смита. В результате бригада Смита была обращена в бегство, а южане вышли к Персиковому саду, возле которого стояла дивизия Херлбута. Её левый фланг удерживала бригада бригадного генерала Джона Макартура, недавно присланная из дивизии Уоллеса на помощь Херлбуту. Джонстон лично повел солдат на штурм сада, и сад был взят, бригада Макартура была отброшена. Однако во время атаки Джонстон был ранен, пуля задела ему бедренную артерию. Спасти его не удалось, из-за потери крови в 14:30 он скончался.
Тело генерала Джонстона было завёрнуто в одеяло, чтобы не повредить моральному духу солдат при виде мертвого генерала. Джонстон и его раненая лошадь были доставлены в его полевой штаб на Коринфской дороге, где его тело оставалось в его палатке до конца боя. Борегар принял командование армией и возобновил руководство наступлением Конфедератов, которое и отбросило силы Союза назад к последней оборонительной линии у реки Теннесси. Когда его армия была истощена, а дневной свет почти угас, Борегар отменил последнюю атаку Конфедерации около 19 часов, полагая, что сможет покончить с армией Союза на следующее утро. Его решение отложить дальнейшие атаки до следующего дня позволило армии Гранта получить подкрепление и переломить ход сражения контратакой, обеспечив победу Союза.
Альберт Джонстон был первоначально похоронен в Новом Орлеане. В 1866 году было принято совместное постановление законодательного собрания Техаса о том, чтобы его тело было перенесено и перезахоронено на кладбище штата Техас в Остине. Повторное погребение произошло в 1867 году. Сорок лет спустя государство назначило Элизабет Ней разработать проект памятника и скульптуры, которые были установлены на месте захоронения в 1905 году.
Джонстон был самым высокопоставленным погибшим в войне с обеих сторон, и его смерть была сильным ударом по моральному духу Конфедерации. В то время президент Конфедерации Джефферсон Дэвис считал его лучшим генералом в стране. Узнав о гибели Джонстона, Дэвис сказал: «Потеря этого человека стала поворотной точкой в нашей судьбе».